# Bom Retiro
Bom Retiro es un municipio brasileño del estado de Santa Catarina. Tiene una población estimada al 2021 de 10 153 habitantes. Por sobre los 1000 metros sobre el nivel del mar, en el municipio se encuentra el Morro de Boa Vista, con 1 827 m. es el punto más alto del estado catarinense.

## Historia
Hasta 1890 la localidad era habitada mayoritariamente por indígenas, y solo era utilizada por los colonos como ruta de transporte. Fue colonizada a principios del Siglo XX por europeos, mayoritariamente alemanes e italianos.
El municipio fue creado el 14 de enero de 1923, separándose de Lages y Palhoça. En 1948, se emancipa el distrito de Ituporanga. En 1961 parte del municipio se anexó al nuevo municipio de Alfredo Wagner.